# Szybkie czytanie
Szybkie czytanie – umiejętność czytania z szybkością zwykle znacznie większą od przeciętnej.
Badania sugerują, że można przyspieszyć czytanie, jednak odbywa się to kosztem zrozumienia tekstu i mało prawdopodobne jest czytanie z prędkością dwukrotnie większą, niż przeciętna, przy jednoczesnym, pełnym zrozumieniu. 

## Czytanie integralne
Przeciętna szybkość czytania dorosłego człowieka kształtuje się na poziomie 180 – 250 słów/minutę i zwykle zwiększa się w okresie studiowania do nawet 400 słów/minutę, by potem znów osiągnąć przeciętną wartość. Ten przejściowy wzrost szybkości wiąże się z presją wymuszającą przeczytanie dużej ilości materiału w krótkim czasie, co świadczy o dodatnim wpływie motywacji na efekty czytelnicze.
Metodyka szybkiego czytania zakłada eliminację regresji będących wynikiem braku koncentracji i wykorzystanie sposobów zwiększających szybkość:
- Używanie podczas czytania wskaźnika (palca, ołówka, kursora) eliminuje regresje, zmniejsza obciążenie wzroku, ułatwia wykorzystanie tzw. widzenia obwodowego, jednak przez część praktyków rola wskaźnika jest pomijana jako mniej istotna (np. Szkutnik, 1990).
- Zarówno fonetyzacja (wymawianie w myślach czytanych słów), jak i jej szczególna forma, artykulacja (ruch ust w czasie czytania), przez większość szkół szybkiego czytania i przez sporą liczbę praktyków (np. Szkutnik 1990, Sygnowski 2004) uważane są za główne przeszkody, zmniejszające szybkość czytania. Wykorzystuje się kilka ćwiczeń, mających je wyeliminować lub zminimalizować ich skutki[8]. Brakuje jednak doświadczeń potwierdzających tę teorię, a spora część praktyków szybkiego czytania traktuje fonetyzację marginalnie (np. Galos, 2006) lub nawet korzystnie[9].
- Oko porusza się po tekście przy pomocy bardzo szybkich skoków zwanych sakadami, pomiędzy którymi w bardzo krótkim czasie odczytuje porcje informacji w postaci słów. Wykorzystując widzenie obwodowe oraz maksymalną pojemność pamięci krótkotrwałej (wynoszącą 5 do 9 mnemonów, czyli np. słów, wyrażeń, syntagm), dąży się do zmniejszenia liczby fiksacji (czyli momentów zatrzymania wzroku pomiędzy sakadami) i w efekcie przyspieszenia czytania[10].
- Bardzo częste zjawisko redundancji w tekstach pisanych sprzyja wykorzystaniu antycypacji (przewidywania) do zwiększenia szybkości czytania. Tekst, który nie jest potrzebny do zrozumienia całości treści, może stanowić 70-75% jej objętości. Kursy czytania wykorzystują kilka sposobów mających aktywizować antycypację, jednakże sama umiejętność nie jest dokładnie zbadana i opisana, przez co ćwiczenia te zostały odkryte na drodze empirycznej[11].

Pewne doświadczenia pokazują skuteczność zastosowania wymienionych sposobów zwiększania szybkości czytania, a także zrozumienia treści, nadmieniają jednak o konieczności regularnych, przynajmniej kilkuminutowych ćwiczeń przez dłuższy okres, aby stały się one nawykiem. W innym przypadku łatwo powrócić do wcześniejszej szybkości czytania. W jednym z doświadczeń grupa pracowników banków i zakładów przemysłowych zwiększyła szybkość czytania ze średnio 275 do 450 słów/minutę po dziesięciu tygodniach ćwiczeń, przy jednoczesnym wzroście zrozumienia o 45 do 75%, w innym przypadku grupa oficerów lotnictwa USA w ciągu sześciu tygodniu zwiększyła tempo czytania z 292 do 488 słów/minutę. Dudley (1994) podaje też najgorszy wynik w tej grupie, wzrost ze 106 do 226 słów/minutę i najlepszy – z 456 do 810 słów/minutę.

## Czytanie wybiórcze
Klasyczne czytanie integralne zakłada, że obejmujemy wzrokiem cały tekst. Biorąc pod uwagę fakt, że w związku z redundancją treść zawiera więcej informacji, niż jest potrzebne do pełnego jej zrozumienia, możemy wykorzystać antycypację i umiejętność selekcjonowania treści do zwiększenia szybkości czytania, poprzez omijanie treści nieistotnej. Szkutnik (1990), a także niektórzy wcześniejsi i późniejsi badacze oraz praktycy wyróżniają w związku z tym specjalne, selektywne techniki czytania.
Loeser (1975, s. 43) wyznaczył na podstawie swoich doświadczeń górną granicę szybkości czytania integralnego na 800-1000 słów/minutę, z czym zgadza się m.in. Buzan (2003, s. 30). Nieco niższy poziom ustalił Carver, badając umiejętności najlepszych czytelników, przy prędkościach ponad 600 słów na minutę poziom zrozumienia treści znacząco spadał. Większe szybkości skutkują opuszczaniem porcji tekstu i prawdopodobnie mniejszym rozumieniem.
Szkutnik używa neologizmu skimirowanie na określenie czytania selektywnego, ale nastawionego na jak największe zrozumienie treści, oraz skanirowanie na określenie wyszukiwania w tekście określonych słów, zwrotów, faktów.

## Czytanie fotograficzne
W kwietniu 1993 roku na 5. Międzynarodowej Konferencji Efektywnego Uczenia na Uniwersytecie Warwick w Wielkiej Brytanii, Paul Sheele, dyrektor Learning Strategies Corporation i jednocześnie amerykański trener programowania neurolingwistycznego zaprezentował zupełnie odmienną metodę czytania, pozwalającą na pochłanianie całych stron informacji w ciągu kilku sekund. W późniejszym okresie badania nad czytaniem fotograficznym prowadziła m.in. NASA, jednak wyniki nie potwierdziły tez Sheele'a. Zwolennicy czytania fotograficznego prawdopodobnie niewłaściwie interpretują możliwości mózgu w zakresie asymilacji przekazów podprogowych, stąd błędne przeświadczenie, że tekst jest czytany.
Pomimo braku satysfakcjonujących metod rozwoju umiejętności czytania fotograficznego niektóre postaci wydawały się potwierdzać jego istnienie. Do najsłynniejszych należy zmarły w 2009 roku amerykański sawant, Kim Peek, który znał na pamięć 12 tysięcy książek oraz młoda Rosjanka, Eugenia Aleksiejenko, której umiejętności badano w Moskiewskiej Akademii Nauk.